# Tordillo (partido)
Le partido de Tordillo est un partido de la province argentine de Buenos Aires. Son chef-lieu est General Conesa.
Le partido a été fondé le 25 décembre 1839 par décret du gouverneur Juan Manuel de Rosas. C'est le partido le moins peuplé de la province de Buenos Aires.
Les coordonnées du partido sont : latitude 36°30′ sud et longitude 57°19′ ouest. 
Altitude : 3 mètres.

## Localités
- General Conesa
- Villa Roch (ou Roch)

## Lieux-dits
- Esquina de Crotto
- Las Víboras